# ビシェヴォ島

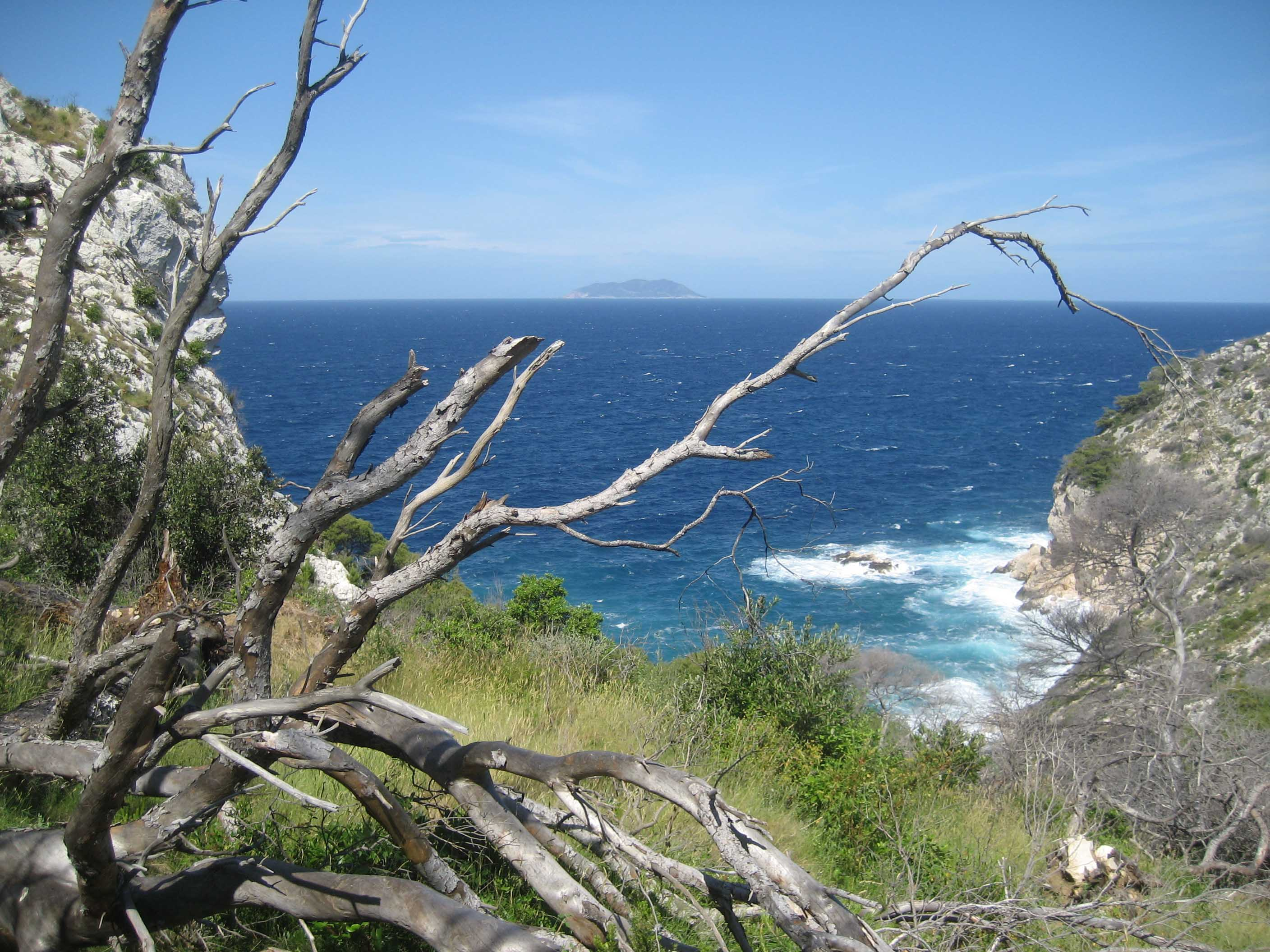
ビシェヴォ島西岸。後方にはスヴェティ・アンドリヤ島が見える

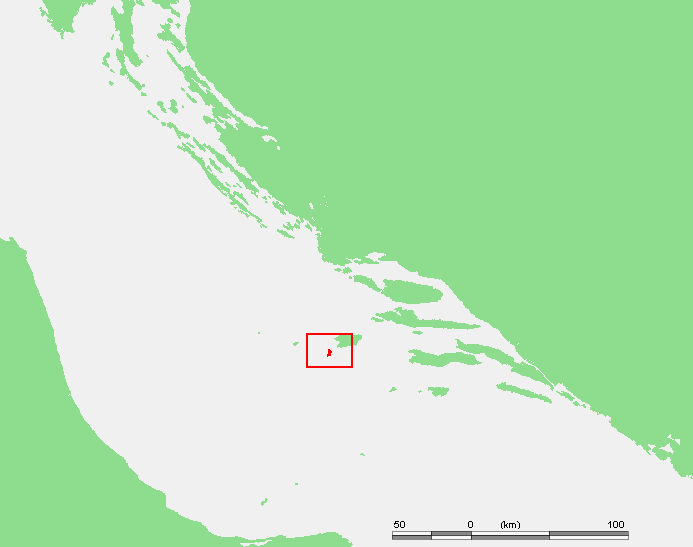
ビシェヴォ島の位置

ビシェヴォ島 （ビシェヴォとう、クロアチア語:Biševo、イタリア語:Busi）は、クロアチアの島。ダルマチア諸島の中程にあり、ヴィス島の南西5kmにある。面積は5.8km²、人口は19人（2001年）。島は石灰岩からなる。標高の最高地点はストラジェニツァの239m。島の中央部は肥沃な平野で、島の北側はマツ林で覆われ、その他は低木の茂る生態群系か、むき出しの岩である。 島の沿岸は豊富な漁業地域である。主要な産業は、ワイン用ブドウ栽培と漁業である。
1050年、スプリトから来たイヴァン・グルリッチによってビシェヴォ島は定住地となったが、海賊の襲撃に遭うことから2世紀後には打ち捨てられた。ローマ教皇シルウェステル1世の教会が修道院の廃墟近くで保存されている。
勾配が急な海岸には多くの洞窟があり、最も有名なのは青の洞窟である。1884年からこの洞窟へ入れるようになり、ボートに乗ってのみ接近が可能である。洞窟の長さは18m、深さ6m、高さ6mである。洞窟の入り口はわずか1,5mの高さと2.5mの幅しかない。およそ10時から13時の間、日光が青の洞窟の中で海中を透過し、白い海底に反射し洞窟内を青色に染め、海中のものが銀色に輝く。

## 参照
1. 1 2  （クロアチア語） First Croatian online peljar
2. ↑  Statistical yearbook for 2006 of Central bureau of statistics of Republic of Croatia
3. 1 2 3  ユーゴスラビア辞書協会百科事典, 第1巻 （ザグレブ、1977）、記事Biševo
4. 1 2 3  Biševo at dalmacija.net
5. ↑  Biševo on croatiatouristcenter.com
6. ↑  “息を呑むほど美しい青の空間。クロアチアにもあった『青の洞窟』”.   旅時間. 2018年5月5日閲覧。
7. ↑  （クロアチア語） Biševo on nautic-apartments.com Archived 2007年1月21日, at the Wayback Machine.